# Championnat d'Irlande du Nord de football 1921-1922
Navigation
Édition précédente Édition suivante
Le vingt-huitième Championnat d'Irlande de football se déroule en 1921-1922. Le championnat passe de 5 à 6 clubs avec l’arrivée d’un nouveau club de Belfast, le Queen’s Island
Linfield gagne son treizième  titre de champion et réalise le doublé en remportant aussi la Coupe d’Irlande du Nord.

## Les 6 clubs participants
- Cliftonville
- Distillery
- Glenavon
- Glentoran
- Linfield
- Queen's Island

## Classement
| Rang | Équipe         | Pts | J  | G | N | P | Bp | Bc | Diff |
| ---- | -------------- | --- | -- | - | - | - | -- | -- | ---- |
| 1    | Linfield       | 17  | 10 | 7 | 0 | 3 | 28 | 6  | +22  |
| 2    | Glentoran      | 13  | 10 | 5 | 3 | 2 | 14 | 7  | +7   |
| 3    | Distillery     | 11  | 10 | 5 | 1 | 4 | 18 | 17 | +1   |
| 4    | Glenavon       | 8   | 10 | 3 | 2 | 5 | 11 | 14 | -3   |
| 5    | Queen's Island | 8   | 10 | 3 | 2 | 5 | 9  | 16 | -7   |
| 6    | Cliftonville   | 3   | 10 | 1 | 1 | 8 | 3  | 13 | -10  |

|  | Champion d'Irlande du Nord |
|  | Relégation                 |

## Bilan de la saison
| Tableau d'Honneur                         |           |
| Compétition                               | Vainqueur |
| Championnat d'Irlande du Nord de football | Linfield  |
| Coupe d'Irlande du Nord de football       | Linfield  |

| Promotions et relégations |       |
| Relégués                  | Aucun |
| Promus                    | Aucun |